# 347020 Hofheim
347020 Hofheim è un asteroide della fascia principale. Scoperto nel 2010, presenta un'orbita caratterizzata da un semiasse maggiore pari a 2,512577 UA e da un'eccentricità di 0,050509, inclinata di 4,194490° rispetto all'eclittica.
È dedicato alla cittadina tedesca di Hofheim am Taunus. 